# Kithaab
Kithaab (ou Kitab) est une pièce de théâtre rédigée en malayalam, langue parlée en Inde, son titre s'écrivant കിത്താബ്. Elle trace le portrait humoristique d'une enfant qui rêve de pouvoir prononcer l'adhan, l'appel à la prière islamique, habituellement réalisé par un homme, le muezzin. Cette enfant questionne l'assujettissement des femmes dans sa communauté, se rebelle contre les normes en dansant avec ses amis, en volant la nourriture qui lui est refusée, et en demandant la possibilité d'appeler à la prière. La pièce fut écrite par le scénariste et metteur en scène Rafeeq Mangalassery et jouée en novembre 2018, dans l'État indien du Kerala, parallèlement à un mouvement pour les droits des femmes revendiquant alors le droit d'entrer dans le temple de Sabarimala, de participer aux rituels religieux,  ainsi que l'égalité des sexes dans les lieux de culte, la nomination des femmes comme imams, la participation à la prière collective et la possibilité de diriger cette dernière dans les mosquées.

## Inspiration
Rafeeq Mangalassery explique que sa pièce Kithaab n'est pas une adaptation directe du texte Vaangu de l'écrivain Unni R. (en), mais qu'il s'agit d'une interprétation libre de celui-ci. Unni R. se distancia de l'oeuvre de Mangalassery, en disant qu'elle ne correspondait pas à ses idées et qu'elle manquait de valeurs spirituelles. Le réalisateur malayalam V. K. Prakash (en) avait aussi le projet de retranscrire l'histoire d'Unni R. au cinéma.

## Scénario
Une enfant musulmane souhaite devenir muezzin, comme son père, afin de réciter l'adhan. Elle vole le poisson frit que sa mère prépare pour les hommes dans la maison, et affirme qu'agir ainsi n'est pas une faute morale car Padachon (le Dieu créateur) comprendrait que les filles ne reçoivent pas assez de nourriture. Son père la blâme donc, en lui disant que les femmes ne devraient avoir que la moitié de tout ce qu'ont les hommes. En réponse à cela, elle demande alors malicieusement pourquoi les femmes ne porteraient pas moitié moins que ce que portent les hommes.
Au milieu de ces querelles, elle exprime son souhait de réciter l'adhan. Son père répond à toutes ses requêtes en se référant au grand livre (le mot kitaab signifiant livre en arabe), et l'enferme afin qu'elle ne puisse pas jouer dans une pièce de théâtre. Il lui déclare qu'elle n'ira pas au paradis si elle continue à se comporter de la sorte.
« Si je dois perdre ma place au paradis parce que je chante et danse, alors je ne veux pas de ce paradis » dit-elle. Son père est même prêt à la tuer lorsqu'elle monte sur scène à l'école contre la volonté de ce dernier. Quand enfin la mère rappelle à son époux qu'il n'est pas seulement le muezzin, mais aussi un père, il l'autorise à réciter l'adhan et la pièce se termine sur la jeune fille appelant les fidèles à la prière.

## Controverse
L'école secondaire Memunda Higher de Kozhikode, organisa une représentation de la pièce pour le concours inter-scolaire de Vadakara (en), qui remporta les prix de la meilleure pièce et de la meilleure actrice au niveau du district, et qui était censée se poursuivre au concours inter-scolaire de l'état de Kerala. Kithaab dépeint la discrimination sociale envers les femmes à travers plusieurs problèmes dans la famille traditionnelle musulmane. Plusieurs sujets comme le partage inégal de la nourriture entre hommes et femmes, le manque d'éducation, la pratique de la polygamie, y sont discutés. La pièce traitant de la condition inégale des sexes dans le contexte de l'Islam, elle fut désapprouvée, et la participation de l'école Memunda Higher fut bloquée par l'orthodoxie politique et religieuse, par les conservateurs, au nom de la foi,. Elle souleva un débat sur l'inégalité entre hommes et femmes et l'intolérance religieuse, puis fut jouée hors du concours à une date ultérieure.
Par la suite, une pièce en contre-pied nommée Kithabile Koora fut aussi jouée sur la scène malayalam, montrant un personnage féminin en quête de liberté religieuse. Un des représentants du théâtre malayalam, Abbas Kalathode, bien que non enthousiasmé par la seconde pièce, critiqua Kithaab car l'oeuvre ne tenait pas compte d'un récent nombre de changements conséquents dans la communauté musulmane. « Représenter un muezzin comme le méchant de la communauté est une mésestime car d'autres malfaiteurs sont apparus chez les musulmans », ajouta-t-il. Mangalassery n'était pas d'accord et répliqua qu' « il est incorrect de dire qu'un progrès significatif de la vie sociale a été accompli dans la communauté musulmane. Il pourrait y avoir des changements chez les musulmans comme chez les autres communautés, mais des forces régressives ont aussi commencé à dominer. Le purdah, qui était le vêtement d'une minorité au Kerala, est maintenant devenue l'identité des femmes musulmanes. Je sais que le muezzin est seulement un employé de la mosquée mais il représente le clergé, dont l'emprise s'est renforcée chez les musulmans. La pièce se termine avec une ouverture sur de nouvelles perspectives pour la communauté. » « Ici l'arrière-plan est celui d'une famille musulmane, et de là est racontée la vie musulmane. Il n'y a pas de volonté d'insulter une quelconque religion », rétorqua Mangalassery.
Des militants et des écrivains, dont K Satchidananda (en) et S. Hareesh (en), exprimèrent leur opposition à l'exclusion de Kithaab du concours kéralais. Dans une déclaration commune, ils condamnèrent l'ingérence des organisations religieuses dans les valeurs du mouvement réformateur kéralais (en) et leur entrave à la liberté d'expression. Le cinéaste Prathap Joseph mena une campagne sur les réseaux sociaux, affirmant que le retrait de la pièce était une « menace contre les valeurs humanistes et la liberté d'expression. »
A. Santha Kumar (en), dramaturge, écrivit sur internet que « l'école s'est débarrassée du problème en retirant la pièce et en cédant aux diktats des chefs religieux. » Il dénonça aussi l'isolement de l'auteur de la pièce, Rafeeq Mangalassery. Kumar demanda pourquoi ceux qui parlent ouvertement de « valeurs humanistes » restaient silencieux sur cet isolement provoqué par une « minorité fondamentaliste ».

## Auteur
Rafeeq Mangalassery est un scénariste et metteur en scène de langue malayalam, originaire de Malappuram en Inde. Sa pièce Annaperuma décrit le gaspillage alimentaire tandis que des populations souffrent de sous-alimentation. Il mit également en scène Kottem Kareem.
Il gagna le prix de l'académie Sahitya pour sa pièce Jinnu Krishnan en 2013, et le prix du meilleur scénario délivré par l'académie Sangeetha Nataka (en) pour Iratta Jeevithangaliloode (À travers les vies jumelles). C'est un auteur clé du théâtre jeunesse.